# Montezuma (Mysliveček)
Montezuma (v italském originále Motezuma) je opera ve třech dějstvích českého skladatele Josefa Myslivečka na libreto Vittoria Amedea Cigna-Santiho, která se zakládá na legendách spojovaných s aztéckým vládcem Montezumou II. Tato opera (a všechny ostatní Myslivečkovy opery) náleží k žánru vážné opery nazývaného v italštině opera seria.

## Vznik a historie díla
Opera Montezuma byla poprvé inscenována v Teatro della Pergola ve Florencii dne 23. ledna 1771. Byla to druhá ze skladatelových tří oper napsaných pro Florencii, v tomto případě v době Myslivečkova intenzivního skladatelského působení v tomto městě. Chronologické zařazení děje opery do 16. století bylo poněkud nezvyklé, italská opera seria té doby čerpala náměty především z antické historie a zřídka z historie mladší než evropský středověk. Montezumovský námět zhudebnil už roku 1733 Antonio Vivaldi, libreto Cigna-Santiho (jeho nejznámějším dílem je libreto k Mozartovu Mitridatovi) bylo poprvé využito pro honosnou inscenaci roku 1765 v Teatro Regio v Turíně, kdy hudbu napsal Gian Francesco de Majo. Florentská inscenace zřejmě nebyla tak výpravná a ani v obsazení nefigurovala zvlášť známá jména, zajímavé však je, že v obsazení převládají muži - dokonce i v roli Montezumovy manželky -, ovšem včetně kastrátů (obsazení obsahovalo tolik mužů zpravidla jen v Římě, kde ženy nesměly vystupovat v divadle).
Inscenace byla úspěšná; že však na jejím základě získal Mysliveček přezdívku "božský Čech", je jen literární fikcí.
Montezuma byl první z Myslivečkových oper, která se dočkala nastudování v moderní době, a to v Praze v roce 1931 při příležitosti 150. výročí skladatelovy smrti v nastudování pražské konzervatoře. Tato inscenace je součástí v té době začínajícího trendu návratu k barokní opeře (zejména k Händlovi), vzniklého v Německu a datujícího se od konce 20. let 20. století. Montezuma byl mezi Myslivečkovými operami vybrán zřejmě pro exotické prostředí a také pro dostupnost partitury. Autograf se totiž nachází v Rakouské národní knihovně ve Vídni a již roku 1911 pořídil jeho opis zbirožský advokát Jan Pohl. Tento opis byl využit k inscenaci, opera však byla značně zkrácena, kastrátské partie byly (v souladu se zmíněným trendem) transponovány níže a opera se hrála v překladu Jeleny Holečkové (sama v opeře zpívala Lisingu). Premiéra se uskutečnila v Městském divadle v Praze na Vinohradech 5. června 1931 v režii Ferdinanda Pujmana, ve výpravě Františka Zelenky a pod taktovkou Pavla Dědečka.
Montezuma se stal i první Myslivečkovou operou uvedenou novodobě v Brně, a to roku 1958.

## Osoby a první obsazení
| Osoba                                                  | Hlasový obor     | Premiéra (23. ledna 1771) |
| ------------------------------------------------------ | ---------------- | ------------------------- |
| Montezuma (Motezuma), aztécký král                     | soprán (kastrát) | Carlo Nicolini            |
| Guacozinga, jeho manželka                              | soprán           | Giovanna Carmignani       |
| Hernán Cortés (Ferdinando Cortes), španělský vojevůdce | tenor            | Salvator Casetti          |
| Teutile, generál v Cortésově vojsku                    | soprán (kastrát) | Marcello Pompili          |
| Lisinga                                                | soprán           | Maddalena Mori della Casa |
| Pilpatoe, Montezumův vojevůdce                         | bas              | Francesco Papi            |

## Děj opery
Hlavní postavou opery je aztécký vládce Montezuma, který čelí španělské invazi. Jeho pochybnosti, zda a jak se Španělům postavit, stejně jako jeho pochybnosti o účinnosti pomoci starých bohů, tvoří ideový základ děje. Dalšími hlavními postavami je španělský dobyvatel Hernán Cortés, který klame Montezumu předstíráním ušlechtilosti a přátelství, aby nakonec využil vladařovy slabosti, a Montezumova manželka Guacozinga, která již ztratila víru v domácí božstva i vojsko a snaží se zachránit Montezumovu vládu tím, že jej přiměje, aby se poddal Španělsku. Nezbytnou milostnou intriku zastupují španělský generál Tentile a Lisinga z indiánského kmene, který se nakonec postavil proti Montezumovi na stranu Španělů, vedlejší postavou je rovněž Montezumův pobočník Pilpatos.

## Nahrávky
Nahrávka celé opery dlouhé roky neexistovala. Předehru však nahrála rakouská dirigentka Michi Gaiggová a L'Orfeo Baroque Orchestra, vydal CPO Records. V roce 2011 uvedl operu Motezuma Hudební festival Znojmo. Dílo bylo nastudováno v Italštině a hráno na dobové nástroje, první kompletní nahrávku díla pro ČRo Vltava vytvořil soubor Czech Ensemble Baroque, Dirigent: Roman Válek, soli: J. Burzynski, J. Březina, M. Fajtová, M. Šrůmová, T. Kořínek, M. Krejčík, režie: M. Tarant)Při té příležitosti vznikl také videozáznam v HD rozlišení. Na YouTube je dostupný záznam v plné délce: Josef Mysliveček - Motezuma - HD.